# Etymologiczny słownik języka polskiego (Andrzej Bańkowski)
Etymologiczny słownik języka polskiego – trzytomowy słownik napisany przez Andrzeja Bańkowskiego. Dwa pierwsze tomy ukazały się na rynku w roku 2000.

## Historia
Słownik etymologiczny A. Bańkowskiego różni się od innych pozycji tego typu; w przeciwieństwie do nich zawiera objaśnienia nie tylko wyrazów pochodzenia słowiańskiego, ale również takich, które w polszczyźnie znalazły się stosunkowo niedawno, np. helikopter i komputer. Również niepraktykowane w polskim piśmiennictwie leksykograficznym było odrzucenie gniazdowania form wyrazów (koncentrowanie ich wokoło jednego rdzenia), stąd oddzielnie omawiane są wyrazy spokrewnione, np. hebel i heblować. Bańkowski podaje w miarę możliwości chronologię wyrazu według ich występowania w źródłach historycznych. Według krytyków autor bardziej koncentruje się na historii wyrazów w języku polskim niż na etymologii. Zdaniem autora w piśmiennictwie polskim nie ma „opracowania historycznego” wyrazów, stąd leksykograf powinien sobie stworzyć historię. 
Słownik zawiera wiele uwag odautorskich i dygresji, nie tylko dotyczących zagadnień merytorycznych, ale również przytyków do postaci polskiej leksykografii i konkretnych słowników. Przykładowo słownik zawiera następujące zdanie na temat Słownika języka polskiego Witolda Doroszewskiego: „Cytujący in extenso Słownik języka polskiego pod red. Witolda Doroszewskiego jest faktycznie słownikiem cytatów ilustrujących użycie wyrazów polskich w latach 1765-1958, niestety, jak u Lindego, nie zawsze wyjętych z pierwszego ani z najlepszego wydania. Co zawiera poza pełnymi cytatami, wygląda przeważnie na melanż błędów komentatorskich i czysto redakcyjnych”. Zarówno odbiorcy słownika jak i językoznawcy poprosili Radę Języka Polskiego o ocenę wypowiedzi Bańkowskiego. Rada oceniła uwagi autora negatywnie, wskazując na przeinaczenia i niesprawiedliwe oceny dokonane przez autora. Jednak część językoznawców wyraziła opinię, że niezależnie od bulwersujących uwag, słownik zawiera cenny materiał i jest poprawny naukowo.